# Punta al top 2! - DieBuster
Punta al top 2! - DieBuster (トップをねらえ 2!?, Toppu o nerae 2!) è un OAV in 6 episodi realizzata nel 2004 dallo studio Gainax. Realizzato per festeggiare i 20 anni dello studio d'animazione, è il seguito della serie del 1988 Punta al top! - GunBuster, ed è infatti ufficiosamente noto anche col nome di Gunbuster 2.
Buona parte dello staff è lo stesso di FLCL, altra serie OAV della Gainax datata 2000: la regia è di Kazuya Tsurumaki, la sceneggiatura di Yōji Enokido mentre il character design è affidato a Yoshiyuki Sadamoto.
Dall'anime sono stati tratti un fumetto (in un unico volume) ed un lungometraggio proiettato unicamente nelle sale giapponesi ricavato dal montaggio congiunto dei finali di Punta al top! - GunBuster e Punta al top 2! - DieBuster.
La pubblicazione della serie in Italia, a opera di Dynit in 6 DVD, è iniziata nell'aprile 2008. Parallelamente, la serie è andata in onda su MTV da martedì 27 maggio per tre appuntamenti settimanali da un'ora l'uno (quindi a due puntate alla settimana) alle 21:00, in versione censurata; gli episodi erano poi replicati in versione integrale il lunedì successivo alle 22:30.

## Trama
In un futuro molto lontano e non meglio specificato, il genere umano ha ormai colonizzato l'intero Sistema solare; questo è però funestato da tempo immemore dai cosiddetti "mostri spaziali", enormi forme di vita che si muovono in giganteschi sciami per le immensità dello spazio. L'agenzia Fraternity si erge a proteggere il genere umano per mezzo delle Buster Machines, enormi robot umanoidi che possono essere pilotati solamente da adolescenti dotati di una particolare abilità psichica, denominati "topless".
Una giovane, ma determinata campagnola di nome Nono fugge dal suo piccolo villaggio su Marte per inseguire il proprio sogno di diventare un pilota spaziale. Giunta in città conosce Lal'c, una topless della Fraternity, per cui sviluppa subito una sconfinata ammirazione. Grazie a lei Nono riesce a trovare un posto alla Fraternity, seppur nella bassa manovalanza, sperando di riuscire un giorno a pilotare una buster machine.

## Fraternity
È un'associazione che si occupa di difendere il sistema solare dai mostri spaziali. I loro principali mezzi sono i piloti topless ed i robot giganti buster machine (della cui costruzione non si occupano però direttamente), ma si servono anche di "power suit", esoscheletri robot impiegati in missioni secondarie. Spesso usufruisce dell'appoggio di altre forze, quali la Flotta Spaziale e le forze di sicurezza planetarie che forniscono supporto medico e di intelligence.
Peculiarità della Fraternity è la totale mancanza di una precisa gerarchia interna, come afferma Lal'c nel secondo episodio, quando le viene chiesto chi le avesse ordinato di recarsi su Marte.
I tre topless con il maggior numero di uccisioni nemiche sono riuniti in un team denominato Idols e presenziano come rappresentati dell'organizzazione agli incontri della Flotta Spaziale. In realtà a tirare le fila, nell'ombra, sembrano esserci le gemelle Serpentine, cui però gli altri topless non sono troppo contenti di sottostare. Pare esista inoltre una sorta di regolamento, che impedisce ad esempio ad un topless di pilotare una nuova buster machine subito dopo avere distrutto la propria.
Gli incontri concernenti le strategie degli attacchi sono strettamente riservati ai soli topless partecipanti all'operazione e al personale strategico.

## Episodi
| Nº | Titolo italiano Giapponese 「Kanji」 - Rōmaji                                                                           | Prima edizione   | Prima edizione                     |
| Nº | Titolo italiano Giapponese 「Kanji」 - Rōmaji                                                                           | Giapponese       | Italiano (trasmissione televisiva) |
| 1  | Posso chiamarla signorina! 「お姉さまと呼ばせてください!」 - Onee-sama Mato Yobasete Kudasai!                           | 26 novembre 2004 | 27 maggio 2008                     |
| 2  | Non chiamarmi signorina 「お姉さまなんかになりたくない」 - Onee-sama Nanka ni Naritakunai!                              | 24 febbraio 2005 | 27 maggio 2008                     |
| 3  | Odio i Topless 「トップレスなんて大嫌い」 - Topless Nante Daikirai!                                                     | 24 giugno 2005   | 10 giugno 2008                     |
| 4  | Il risveglio della leggendaria Buster Machine! 「復活!! 伝説のバスターマシン!」 - Fukkatsu! Densetsu no Buster Machine! | 28 ottobre 2005  | 10 giugno 2008                     |
| 5  | Colei che muove i pianeti 「星を動かすもの」 - Hoshi wo Ugokasumono                                                     | 24 marzo 2006    | 17 giugno 2008                     |
| 6  | La storia della tua vita 「あなたの人生の物語」 - Anata no jinsei no Monogatari                                         | 25 agosto 2006   | 17 giugno 2008                     |

## Colonna sonora
Quasi tutta la colonna sonora di Punta al top 2! - DieBuster è costituita da tracce del vecchio Punta al top! - GunBuster remixate e da pezzi orchestrali. Le musiche sono state composte da Kōhei Tanaka.
La sigla di apertura (Groovin' Magic di ROUND TABLE feat. Nino) e quella di chiusura (Stardust Tears di ACKO) vengono eseguite in tutti gli episodi salvo quello finale. Per una precisa scelta stilistica la musica della sigla inizia quando la scena è ancora in corso, e alla conclusione di questa comincia la sequenza video.

Groovin' Magic è ricavata da un montaggio di scene del primo episodio, mentre Stardust Tears è un susseguirsi di illustrazioni dai toni pastello di Nono, Lal'c e Dix-Neuf.

## Riferimenti aPunta al top! - GunBuster
Oltre al background, alle buster machine, alla natura dei "mostri spaziali" ed alla colonna sonora, in Punta al top 2! - DieBuster ci sono altri elementi, più diretti, di richiamo alla vecchia serie; ad esempio Nono parla in continuazione della pilota Noriko Takaya, da lei idolatrata e chiamata col vezzeggiativo "Nonoriri"; inoltre nel finale della serie, le luci su tutta la Terra vengono spente e viene accesa un'enorme scritta okaerinasai (オカエリナサイ? "bentornate").
Le differenze tra GunBuster e DieBuster sono enormi: prima di tutto le buster machines di GunBuster sono normali robot, semplici armi da battaglia, mentre ai robot di DieBuster manca solo la parola, sono totalmente autonomi e con un'intelligenza artificiale che permette loro di provare persino sentimenti umani come paura e tristezza. I robot di DieBuster possono anche fare cose fisicamente impossibili come raffreddare un oggetto a milioni di gradi sotto lo zero assoluto, possiedono il teletrasporto e, tramite fluttuazioni quantistiche, possono distorcere la realtà stessa.
Questo è spiegabile dato che DieBuster è ambientato all'incirca 10000 anni nel futuro rispetto a GunBuster e in questo tempo si presume che la tecnologia sia molto cambiata. Alcune tecnologie, nuove e indistinguibili dalla magia sono state inventate, ma altre, come ad esempio i motori degenerativi ed il balzo iperspaziale, sono state quasi dimenticate.
In GunBuster la razza umana non ha colonizzato altri pianeti che la terra, ma è in grado di fare viaggi in altri sistemi solari e di arrivare persino all'altro capo della galassia. In DieBuster le navi spaziali non escono mai dal nostro sistema solare, ma tutto quanto il sistema è fortemente colonizzato, Marte è un pianeta ricco, fiorente e terraformato, con un ecosistema molto simile alla Terra. La Luna è un'unica grande metropoli iperurbanizzata. Vi sono basi spaziali attorno ai giganti gassosi e anche i loro satelliti sono abitati.
Un'altra differenza tra GunBuster e DieBuster riguarda la natura stessa degli esseri umani. GunBuster non è cronologicamente molto lontano dal presente e gli esseri umani sono simili a noi. In DieBuster vi sono invece molte razze umane differenti, con differenze somatiche probabilmente dovute ai differenti pianeti su cui la razza umana abita. Ma anche gli umani più simili a noi, in DieBuster, possono essere definiti mutanti. Molti adolescenti hanno infatti una malattia nota come forza Topless; si tratta di una anomala attività del cervello che permette di fare cose incredibili come sviluppare tanta energia quanta un motore degeneratore, teletrasportare oggetti, far parlare gli animali ecc. In uno degli ultimi episodi viene spiegato che questo è il risultato dell'evoluzione umana e che in un prossimo futuro gli esseri umani avranno capacità paragonabili alle "sorgenti di gravità variabile".
L'ultima grande differenza è che mentre in GunBuster vi è una battaglia tra due specie per il dominio della galassia, in DieBuster la partita è a 3. Ai due nemici storici si aggiunge una terza fazione: i cosiddetti "mostri spaziali". I mostri spaziali di DieBuster sono macchine, robot autoreplicanti, creati dalla razza umana per difenderla dalle sorgenti di gravità variabile. Queste creature, evolvendosi, hanno assunto la stessa forma delle sorgenti di gravità variabile ed hanno cominciato ad attaccare anche l'umanità. Essi considerano i topless come una minaccia alla stregua delle sorgenti di gravità variabile. Alla fine, però, uniranno le loro forze agli esseri umani per sconfiggere l'ultima sorgente di gravità variabile.